# 圣埃斯普里
圣埃斯普里（法語：Saint-Esprit，發音：[sɛ̃t‿ɛspʁi] ⓘ）是法国海外省马提尼克的一个市镇，属于勒马兰区。

## 地理
圣埃斯普里（14°33'38"N, 60°56'14"W）面积23.46 平方千米，位于法国海外省马提尼克。
与圣埃斯普里接壤的市镇（或旧市镇、城区）包括：迪科、勒弗朗索瓦、里维耶尔皮洛特、里维耶尔萨莱、勒沃克兰。
圣埃斯普里的时区为UTC−04:00（大西洋时区）。

## 行政
圣埃斯普里的邮政编码为97270，INSEE市镇编码为97223。

## 政治
圣埃斯普里的现任市长为弗雷德·米歇尔·特里托（Fred Michel Tirault）先生，任期为2020-2026年。

## 人口

1962-2008年间圣埃斯普里人口变化图示

圣埃斯普里于2022年1月1日时的人口数量为10422人。